# Isbladskärret

Isbladskärret är ett litet fågelrikt våtmarksområde som ligger på Södra Djurgården söder om Djurgårdsbrunnskanalen i Stockholm. 
Från början var detta en del av den närliggande havsviken Isbladsviken. 
Namnet har inget med is att göra utan lär ha kommit från ett jägarboställe som låg här och som hette "Isbla". Det var när Djurgårdsförvaltningen slutade länspumpa träskmarken på 1980-talet som Isbladskärret blev en förnämlig fågelsjö med bland annat knölsvan, gräsand, vigg, gäss och häger.
Isbladskärret är en del av Nationalstadsparken. Sedan år 2010 leder Kronprinsessan Victorias och Prins Daniels kärleksstig längs Isbladskärrets västra sida. Stigen anlades år 2010 av Djurgårdsförvaltningen och var en gåva av Världsnaturfonden till brudparet kronprinsessan Victoria och Prins Daniel.
Ett femtontal Highland cattle betar i Isbladskärret och röjer så att växtligheten hålls undan för fåglarna och att förutsättningar för en fin fågelsjö skapas. 

## Isbladskärret på sommaren och vintern

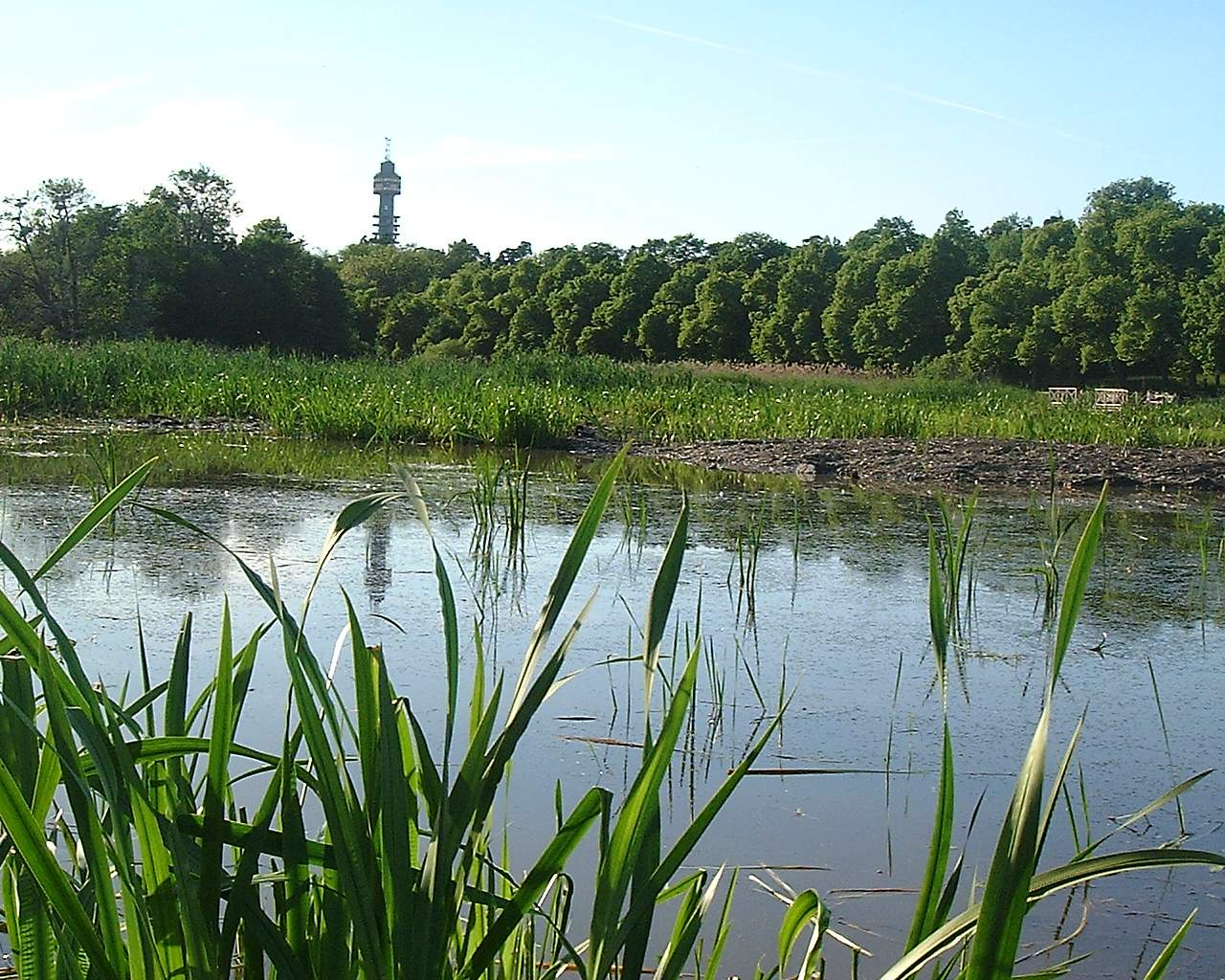
Isbladskärret sommaren 2007
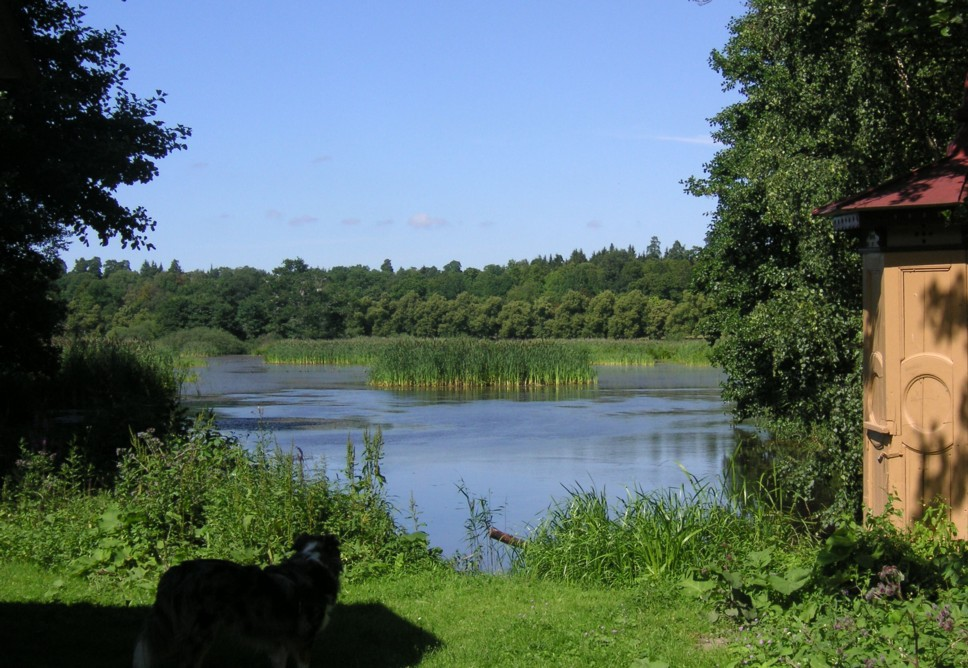
Isbladskärret sommaren 2007
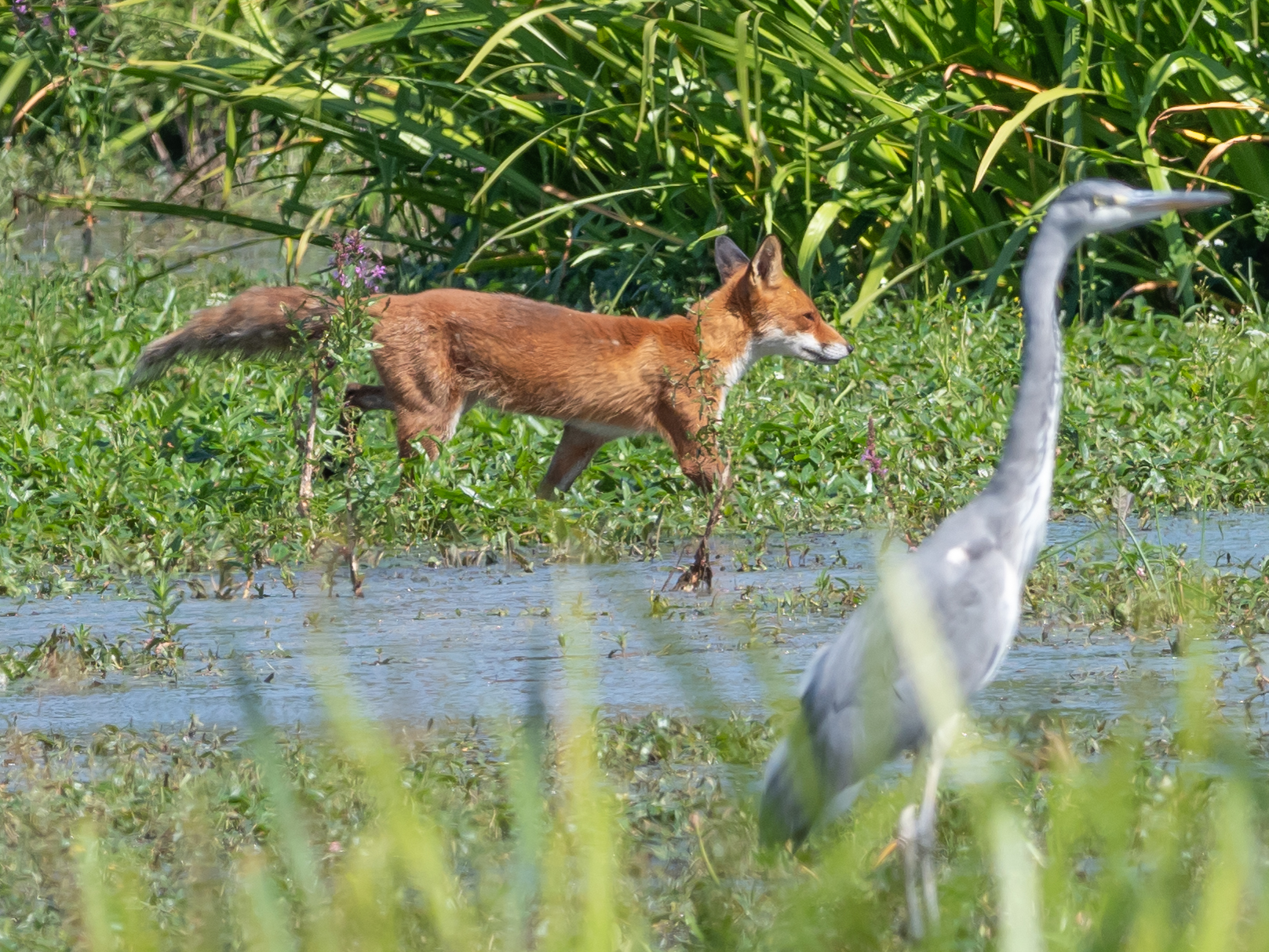
Isbladskärret sommaren 2019
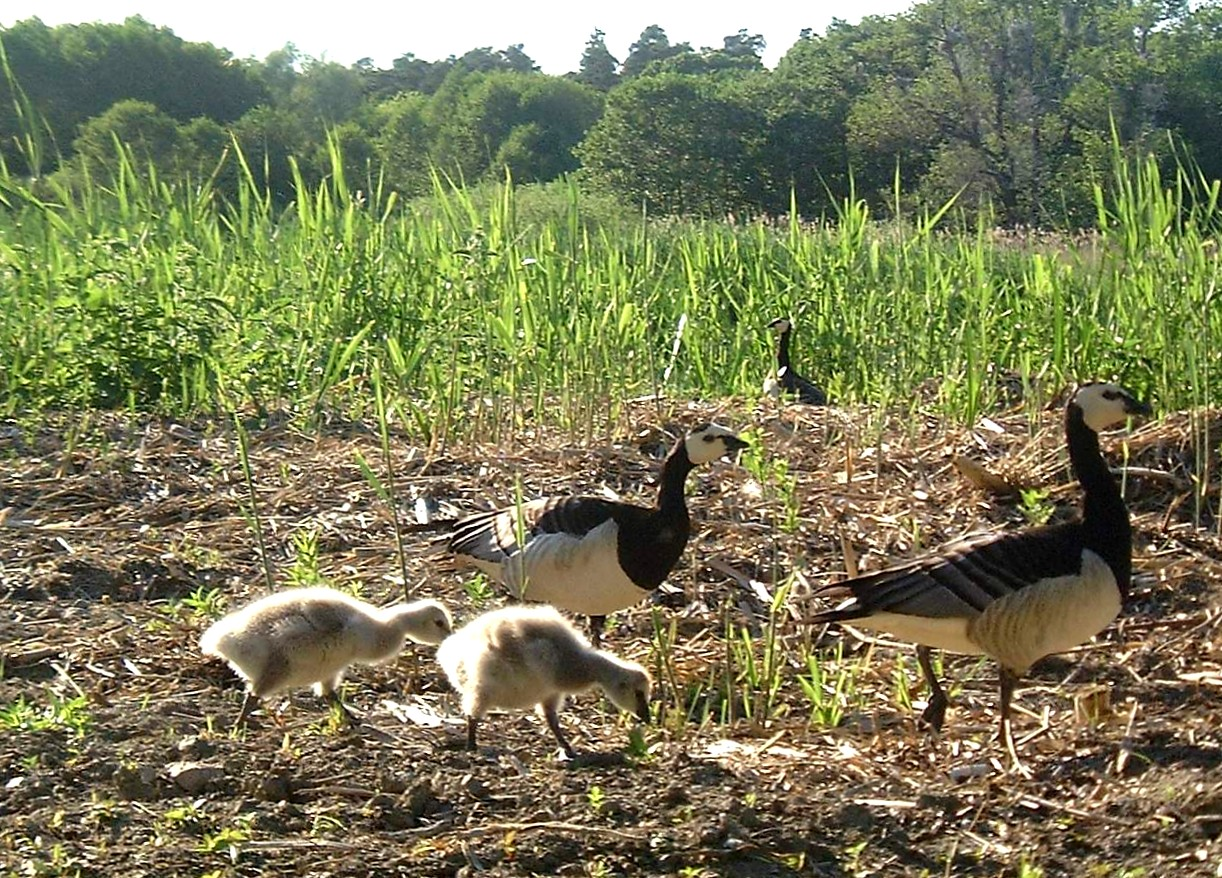
Isbladskärret sommaren 2007
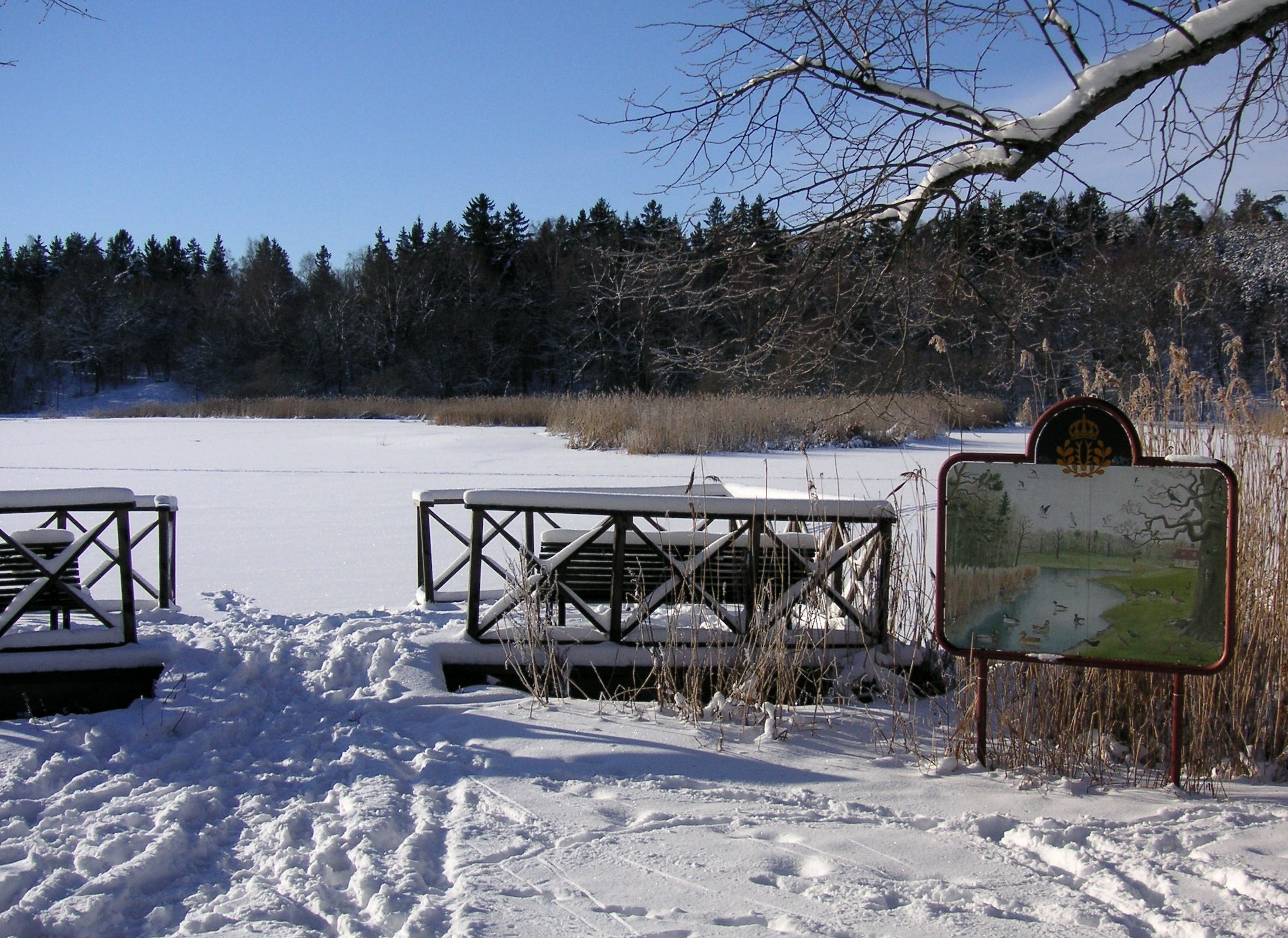
Isbladskärret vintern 2006